# ティモール島

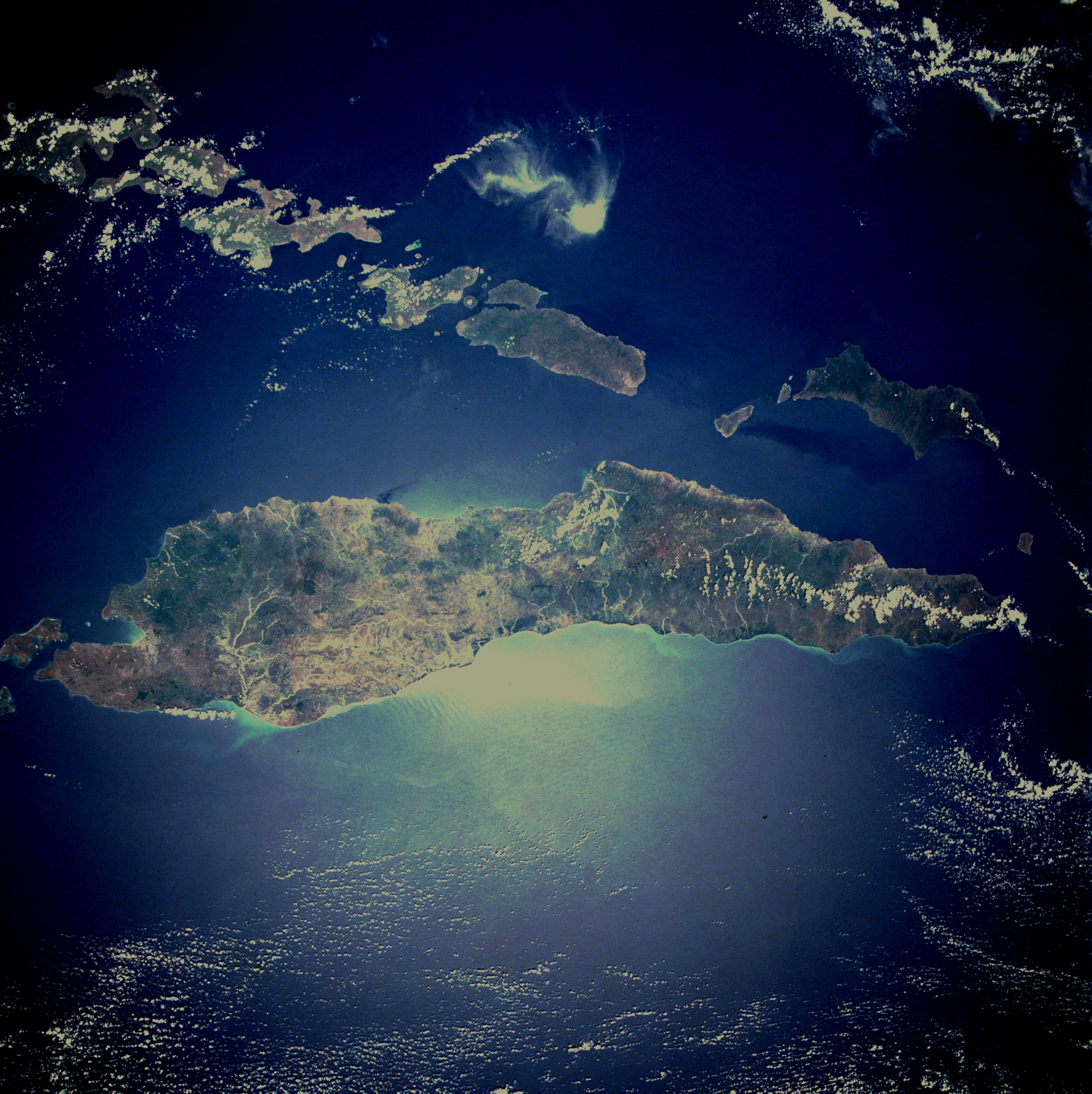
ティモール島の衛星写真

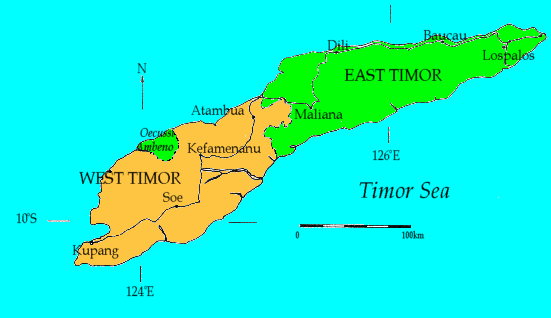
東ティモール
西ティモール

ティモール島（ポルトガル語: Ilha de Timor、テトゥン語: Illa Timór、インドネシア語: Pulau Timor）は、小スンダ列島の東端に位置する島である。面積は約3万0777 km2。この島には1999年以来、国境線が存在する。東西ティモールを合わせて、2020年時点での人口は約330万人であった。なお、南にはティモール海を隔ててオーストラリア大陸が有る。

## 名称
島名の「ティモール」とは、マレー語・インドネシア語で「東」を意味する。マレー語・インドネシア語で「東」はtimurだが、timorはそれの異体である。よって「東ティモール」は"Timor Timur"であり、しばしばTimtimと略形で呼ばれる。

## 行政区分
ティモール島は、独立国である東ティモールと、インドネシアの東ヌサ・トゥンガラ州の一部である西ティモールとに分かれている。
東ティモールは連続しておらず、飛び地のオエクシ＝アンベノが存在する。

## 歴史

### 植民地支配による東西分割
リウライと呼ばれる王たちが割拠していたが、大航海時代にポルトガル人が白檀を求めて来航した。1520年にポルトガルが領有宣言し、1586年には島を占領した。
しかし、1640年にインドネシアを植民地支配していたオランダ人が、ティモール島に入植した。それでも、1701年にはポルトガルが、ティモール島全域を領有した。
ただ結局、1859年のリスボン条約により、1860年に東西に分割され、オランダ領ティモールとポルトガル領ティモールと決まった。ただし、1904年に結ばれて、1908年批准した協定により、一部領土の交換が行われた。以後、ティモール島は分割統治された。なお、最終的な境界が公式に確定したのは1916年である。

### 第二次世界大戦・戦後
第二次世界大戦中の1941年に、オランダ軍とオーストラリア軍が、中立国であったポルトガル領東ティモールを占領した。その後、1942年から日本がティモール島全域を占領し、東ティモールについてもポルトガル政府に黙認されて事実上の統治下に置いた。これに対して、オーストラリア軍がゲリラ戦を行い、現地住人の一部も両陣営に協力して戦闘を行った。
1945年9月11日、ティモール島の日本軍守備隊は降伏文書に調印。その後、ポルトガルやオランダなどによる支配が、一時的に復活した。
1949年に、オランダ領東インドがインドネシアとして独立すると、西ティモールはインドネシアの一部となった。
1975年に、インドネシアが東ティモールに侵攻し実効支配したが、国連及びポルトガルはこれを認めず、東ティモール人はゲリラ戦法でインドネシアに抵抗した。1999年の国民投票によって東ティモールは独立国となった。インドネシア政府は、これが西ティモールの独立運動へ飛び火する事態を恐れており、実際に2001年には、ティモール島全土統一を目指す「ティモール・ラヤ（大ティモール）」運動が西ティモールで起こりつつある。
ティモール島は、民族分離地域の事例の1つであり、現在のところ、統一統治は実現していない。

## 住民

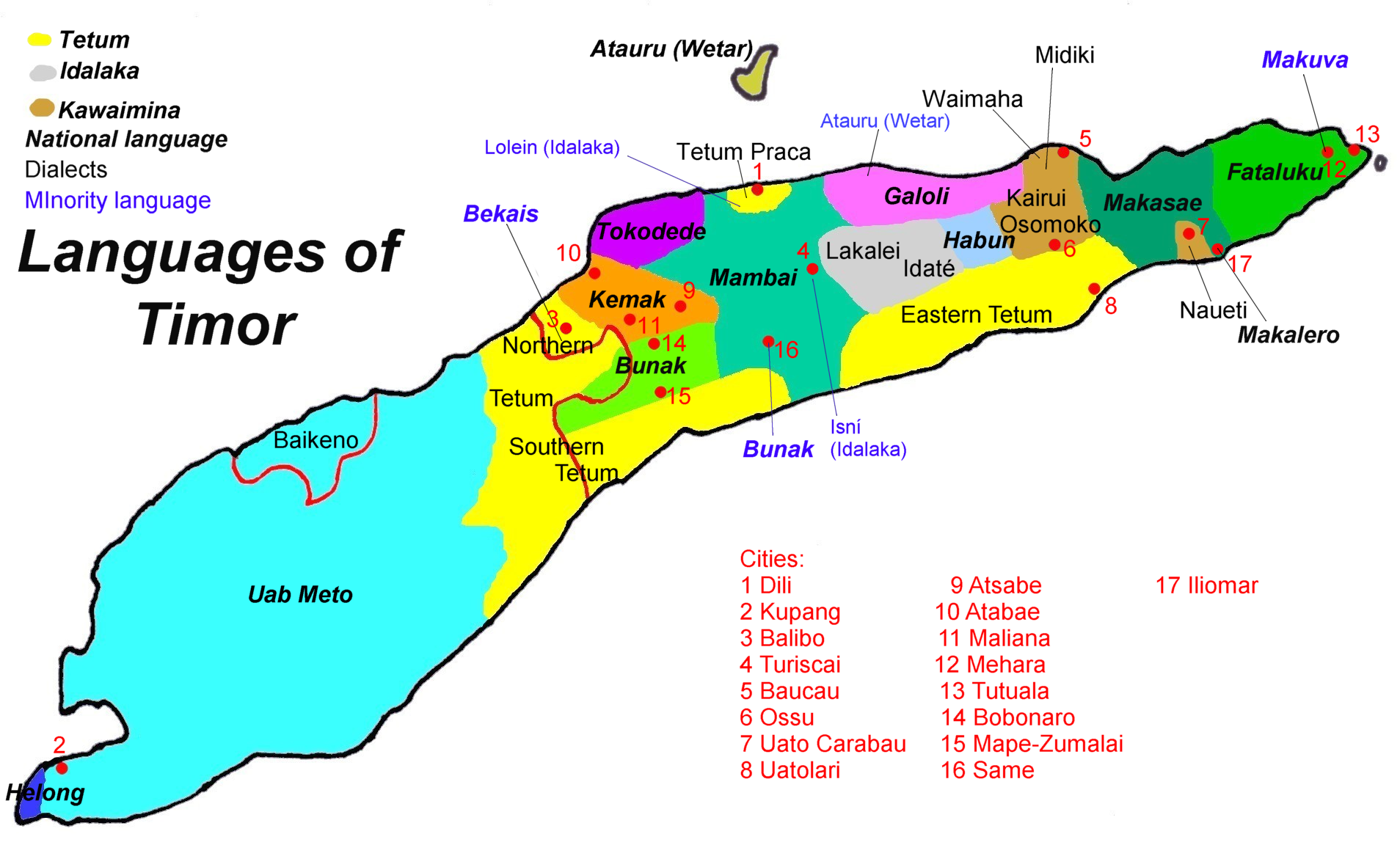
ティモールの言語。
テトゥン語
ウアブ・メト語

ティモールの住民は本来は、周辺の島々との間にも、東西ティモールの間にも、顕著な違いは無かった。しかし、その歴史的・政治的特殊性を受けて、若干の特徴が見られる。

### 人種・民族
ティモール島の住民は、メラネシア人が多数派である。
ただし、東ティモールには重要なマイノリティーとして、ポルトガル系住民がいる。独立運動の旗手であり大統領となったシャナナ・グスマンやジョゼ・ラモス＝ホルタも、ポルトガル人との混血である。

### 言語
多数派の母語は、アウストロネシア語族マレー・ポリネシア語派ティモール・ババル語群 (Timor–Babar languages) の言語である。この語群は、ティモールの北東のウェタル島や東方のババル諸島でも話されている。
主に西ティモールで話されるウアブ・メト語と、主に東ティモールで話されるテトゥン語が主要言語である。しかしながら、これらの分布域は、西ティモールと東ティモールの領域とは対応していない。その他、いくつかの話者の少ない言語が話される。
公用語は、西ティモールではインドネシア語であり、東ティモールではテトゥン語とポルトガル語である。ただし東ティモールでも、インドネシア語は多数派の母語と同系の言語であり、インドネシア占領時代の教育と、独立後も隣国からの文化的影響により、限定的ながら通用する。

### 宗教
宗教は、人口の80%がキリスト教を信仰する。インドネシアの多数派宗教がイスラム教である中で、東部諸島ではキリスト教が散在するが、ティモール島はその中でも特にキリスト教徒が多い。カトリックが主だが、西ティモールでは若干がプロテスタントを信仰する。

## 自然
ティモール島内は、山地が多く、例えば、東ティモールでは国土の約3分の2が山岳地帯である。気候は、主にサバナ気候である。ただし、季節風の影響も受け、例年12月から3月までの夏季が、雨季である。
動物地理学上のウェーバー線が、ティモール島とオーストラリア大陸の間を通る。すなわちティモール島は、東洋区の南東端を成す。なお、ティモール島とオーストラリア大陸の間のティモール海の水深は比較的浅いものの、ティモール島の傍で急激に深くなっている。また、ティモール島は比較的地震の多い地域の1つである。